# Searching for Sugar Man
Searching for Sugar Man è un documentario del 2012 scritto, diretto, co-prodotto e co-montato da Malik Bendjelloul, incentrato sulla figura del cantautore statunitense Sixto Rodriguez.

## Trama
Nel Sudafrica dell'apartheid, attraverso una serie di bootleg, a sua insaputa un cantautore riesce a imporsi nella cultura giovanile del Paese grazie ai suoi testi socialmente consapevoli: il suo album d'esordio, Cold Fact, diviene presto un disco cult. Di questo cantautore però, non si conosce praticamente nulla: oltre al nome riportato sulla copertina, Rodriguez, è noto il solo fatto che sia nato negli Stati Uniti. Due suoi fan sudafricani iniziano una lunga indagine alla ricerca delle radici del loro mito, che si crede morto in seguito a un presunto e clamoroso suicidio avvenuto sul palco dopo un concerto.

## Distribuzione
Il film è stato presentato in anteprima italiana il 7 giugno 2013 al Biografilm Festival di Bologna ed è stato distribuito in Italia da I Wonder Pictures all'interno della Unipol Biografilm Collection con il titolo Sugar Man.

## Accoglienza
Accolto positivamente fin dall'anteprima al Sundance Film Festival, dove ha vinto il premio speciale della giuria e il premio del pubblico per la sezione documentari internazionali, ha raccolto svariati premi in giro per il mondo, culminati nella vittoria dell'Oscar 2013 al miglior documentario.
Searching for Sugar Man ha ottenuto 3.696.196 milioni di dollari al box office USA, piazzandosi tra i maggiori documentari statunitensi dell'anno al botteghino.

## Colonna sonora
Nel film sono presenti le seguenti quattordici canzoni scritte e cantate da Sixto Rodriguez. Sono inoltre presenti i brani Time Lapse Variations di Per Störby, eseguito da New Tango Orquesta, e Sit Dit Af di Johannes Kerkorrel, eseguita dalla Gereformeerde Blues Band.
L'album contenente la colonna sonora, pubblicato nel 2012, a differenza del film contiene la canzone Like Janis invece di Forget It.

### Tracce
1. Sugar Man
2. Crucify Your Mind
3. Cause
4. I Wonder
5. Jane S. Piddy
6. This Is Not a Song. It's an Outburst: or, The Establishment Blues
7. Can't Get Away
8. I Think of You
9. Inner City Blues
10. Sandrevan Lullaby - Lifestyles
11. Street Boy
12. A Most Disgusting Song
13. Forget It
14. I'll Sleep Away

## Riconoscimenti
- Oscar al miglior documentario
- Guldbagge - 2012

Miglior documentario
Candidatura migliore musica originale a Malik Bendjelloul e Sixto Rodriguez